# Ngozi Okonjo-Iweala

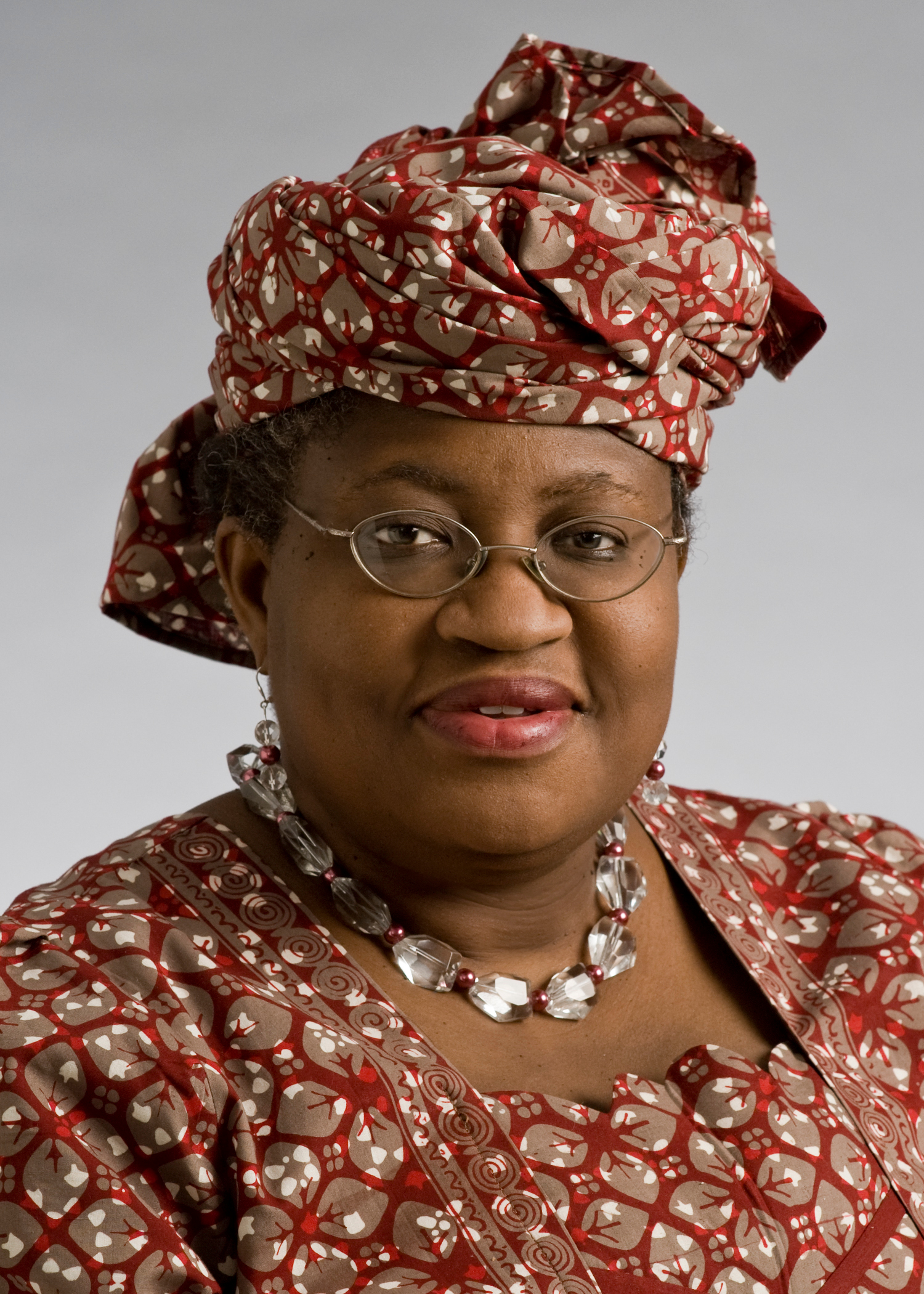
Ngozi Okonjo-Iweala

Ngozi Okonjo-Iweala (n. 13 iunie 1954) este o femeie-economist din Nigeria de o valoare recunoscută pe plan mondial, în special pentru activitatea desfășurată la Banca Mondială.

## Biorafie
În prezent, începând cu 2011, deține funcția de Ministru de Finanțe al Nigeriei și, tot din 2011, Ministru de Coordonare Economică.
În 2007 a fost propusă pentru funcția de președinte al Băncii Mondiale, ca succesoare a lui Paul Wolfowitz.
În 2004, revista Time a declarat-o eroul anului, iar în anul următor Financial Times a declarat-o Ministrul African de Finanțe al anului.
- en:The New Climate Economy Report#The Global Commission on the Economy and Climate[1][2]